# Polymorft pervers
Polymorft pervers var den österrikiske läkaren Sigmund Freuds definition av den mänskliga sexualitetens grundtillstånd. Han menade att alla människor föds polymorft perversa. Freud pekar på fem former av perversion, det vill säga fem sätt som en individ avviker från det normala: "för det första, genom att inte bry sig om gränsen mellan arter (den mellan människor och djur), för det andra genom att passera gränsen för avsky, för det tredje den om incest (förbudet mot att söka sexuell tillfredsställelse från nära släktingar), för det fjärde den mot medlemmar av ens eget kön och för det femte genom att förflytta könsorganens roll till andra delar av kroppen." Freud gör klart att ett ungt barn inte lägger märke till att någon av dessa fem punkter är onormala - och endast gör det genom uppfostran och utbildning. På grund av detta kallar han barn polymorft perversa. En del vuxna behåller sådan polymorf perversitet enligt Freud.